# Martina Gelmetti
Martina Gelmetti (Verona, 19 settembre 1995) è una calciatrice italiana, attaccante del Como 1907. Vanta inoltre presenze con la maglia delle nazionali giovanili dell'Italia under 17 e under 19.

## Carriera

### Club
Gelmetti si avvicina al calcio già in tenera età tesserandosi dal 2001 nell'allora Bardolino e iniziando l'attività agonistica con il club veneto dall'età di sei anni. Nel 2002 veste la maglia del Montebaldina giocando in una formazione pulcini mista dove rimane tre anni. In questo periodo matura la sua passione per il ruolo di attaccante, quello del suo idolo Roberto Baggio, che decide di omaggiare lasciando crescere un lungo codino a treccia che partiva dal centro della nuca, mantenendolo fino ai 18 anni d'età. Dal 2005 gioca con la formazione mista Esordienti della Rivolese (Rivoli Veronese) quindi, sopraggiunti i limiti d'età per le ragazze, all'età di tredici anni ritorna al Bardolino Verona per giocare, in una squadra completamente femminile, il Campionato Primavera di categoria.
Nel 2010 la società, pur mantenendo la precedente denominazione, sposta la sede a Verona, così anche Gelmetti, che grazie alle buone prestazioni offerte nel campionato giovanile viene inserita in rosa con la prima squadra dalla stagione 2010-2011 per poi esordire in Serie A nel corso del campionato.
Con la maglia gialloblù fa inoltre il suo esordio internazionale il 31 ottobre 2012 in occasione della partita di andata degli ottavi di finale della UEFA Women's Champions League 2012-2013 giocata contro le svedesi del LdB Malmö, incontro perso per 1-0.
Alla sua quinta stagione con il club, che nel frattempo ha nuovamente mutato denominazione in AGSM Verona, scende in campo 25 volte su 26 partite in programma siglando 7 reti durante il campionato, raggiungendo le 100 presenze in gialloblù, contribuendo alla conquista del suo primo scudetto personale e del quinto titolo di Campione d'Italia per la società.
Durante la seguente sessione estiva di calciomercato coglie l'occasione per disputare il suo primo campionato all'estero, trasferendosi al Lugano 1976, neopromosso in Lega Nazionale A, per giocare nel campionato svizzero femminile di calcio. Con le bianconere ticinesi rimane la sola stagione 2015-2016, contribuendo al raggiungimento del sesto posto in classifica in campionato e dei quarti di finale di Coppa Svizzera.
Prima dell'inizio del campionato 2016-2017 decide di trasferirsi al Neunkirch, scelta che si rivelerà proficua dal punto di vista sportivo dato che la squadra riesce ad ottenere sia il titolo di Campione di Svizzera che la Coppa Svizzera 2017 ma che dopo qualche giorno dalla vittoria in campionato a causa della mancanza della copertura finanziaria e amministrativa per poter competere la società comunica di non iscriversi al campionato successivo, svincolando di conseguenza le proprie tesserate.
Durante il calciomercato estivo 2017 il Fortitudo Mozzecane annuncia di aver sottoscritto un accordo con Gelmetti per la stagione entrante, riportando così l'attaccante nel campionato italiano dove gioca per la prima volta in carriera in Serie B. Rimane legata inizialmente per due stagioni al club di Mozzecane, contribuendo nella prima, come terza migliore realizzatrice della squadra, a raggiungere il secondo posto, a 7 punti dal Pro San Bonifacio, del girone C, e nella seconda, come migliore realizzatrice, 13 reti su 22 incontri a pari merito con Romina Pinna, un lusinghiero quarto posto nella rinnovata edizione 2018-2019 di Serie B a girone unico.
Dopo 2 stagioni in gialloblù, nell'estate 2019 passa al neopromosso Napoli, rimanendo in Serie B. Ancora una volta Gelmetti è tra le protagoniste del reparto d’attacco della sua squadra, siglando 9 reti, una in meno della compagna di reparto Despoina Chatzīnikolaou, su 15 incontri di campionato prima che venisse interrotto come misura preventiva alla diffusione della pandemia di COVID-19 in Italia. Ciò nonostante, essendo il Napoli in testa alla classifica alla sospensione del torneo, festeggia qualche mese più tardi la promozione in Serie A.
Il suo ritorno alla massima serie italiana viene però rimandata dopo la decisione della società di rinnovare pesantemente l'organico in vista del maggiore impegno agonistico, decidendo quindi di accasarsi al Riozzese Como, anche qui club in profonda fase di rinnovamento dopo aver appena fatto il salto di categoria da C a B e aver acquisito il titolo sportivo della Riozzese ritrovando tra i pali Federica Russo sua compagna nella passata stagione. Per il tecnico Pablo Wergifker però rimane per lo più indisponibile per infortunio, per lei solo una presenza in campionato prima della pausa invernale, così durante la seconda sessione di calciomercato matura la sua cessione a titolo definitivo al ChievoVerona FM, tornando così a Verona e ritrovando parte della struttura del Mozzecane che aveva mutato denominazione dopo la collaborazione con il ChievoVerona maschile.
Nel luglio 2021 si è trasferita alla Pink Sport Time. La permanenza in Puglia è durata metà stagione, infatti a inizio gennaio 2022 ha lasciato la Pink per scendere di categoria in Serie C al Riccione dove ritrova Simone Bragantini suo allenatore alla Fortitudo Mozzecane.
A fine stagione Gelmetti decide di trasferirsi al Bologna, ancora una volta sotto la direzione tecnica di Bragantini, club iscritto alla Serie C e intenzionato a investire nel settore femminile per fare il salto di categoria. Il contributo dell'attaccante nel girone B del campionato 2022-2023 è fondamentale, che con 33 reti raggiunge la vetta della classifica marcatrici di categoria trascinando la squadra al primo posto nel girone e la conseguente promozione in Serie B. Il primo campionato di B per il Bologna è ancora sotto il segno di Gelmetti che, grazie anche ai suoi 17 gol contribuisce a un ottimo risultato per un'esordiente di categoria, un ottavo posto distante dalla zona retrocessione e la migliore classificata tra le tre arrivate dalla Serie C. Ma è nella stagione successiva che il suo apporto realizzativo, sempre di 17 reti su 27 incontri di campionato, nuovamente migliore marcatrice delle Felsinee, porta la sua squadra costantemente nelle zone di alta classifica contendendo al Genoa la terza posizione e la storica promozione in Serie A, promozione che però sfuma per la sconfitta casalinga nello scontro diretto della 27ª giornata con la Ternana.
Conclusi gli obblighi contrattuali, durante la sessione estiva di calciomercato 2025 viene annunciato il suo trasferimento al Como 1907, sposando il progetto del club lariano di allestire un organico in grado di puntare alla promozione in massima serie dopo aver ottenuto un posto in Serie B acquisendo il titolo sportivo del ChievoVerona FM.

### Nazionale
Gelmetti viene convocata nella nazionale italiana under 17 facendo il suo esordio in maglia azzurra il 12 ottobre 2011 in occasione del primo turno di qualificazione all'edizione 2012 del Campionato europeo di categoria, Gruppo 2, nella partita giocata dalle Azzurrine contro le pari età della Romania, incontro conclusosi con la vittoria delle rumene per 3-2.
Nel 2013 il selezionatore Corrado Corradini la convoca per vestire la maglia dell'under 19 nel Torneo di La Manga.

## Statistiche

### Presenze e reti nei club
Statistiche aggiornate al 5 agosto 2025.
| Stagione                                     | Squadra                                      | Campionato                                   | Campionato | Campionato | Coppe nazionali | Coppe nazionali | Coppe nazionali | Coppe continentali | Coppe continentali | Coppe continentali | Altre coppe | Altre coppe | Altre coppe | Totale | Totale |
| Stagione                                     | Squadra                                      | Comp                                         | Pres       | Reti       | Comp            | Pres            | Reti            | Comp               | Pres               | Reti               | Comp        | Pres        | Reti        | Pres   | Reti   |
| -------------------------------------------- | -------------------------------------------- | -------------------------------------------- | ---------- | ---------- | --------------- | --------------- | --------------- | ------------------ | ------------------ | ------------------ | ----------- | ----------- | ----------- | ------ | ------ |
| 2010-2011                                    | Bardolino Verona / AGSM Verona               | A                                            | 10         | 1          | CI              | ?               | ?               | -                  | -                  | -                  | -           | -           | -           | 10+    | 1+     |
| 2011-2012                                    | Bardolino Verona / AGSM Verona               | A                                            | 22         | 2          | CI              | ?               | ?               | -                  | -                  | -                  | -           | -           | -           | 22+    | 2+     |
| 2012-2013                                    | Bardolino Verona / AGSM Verona               | A                                            | ?          | ?          | CI              | ?               | ?               | UWCL               | 1+                 | 0+                 | -           | -           | -           | 1+     | 0+     |
| 2013-2014                                    | Bardolino Verona / AGSM Verona               | A                                            | 25         | 9          | CI              | 4               | 5               | -                  | -                  | -                  | -           | -           | -           | 29     | 14     |
| 2014-2015                                    | Bardolino Verona / AGSM Verona               | A                                            | 25         | 7          | CI              | ?               | 3               | -                  | -                  | -                  | -           | -           | -           | 25+    | 10+    |
| Totale Bardolino Verona / AGSM Verona        | Totale Bardolino Verona / AGSM Verona        | Totale Bardolino Verona / AGSM Verona        | 82+        | 19+        | -               | 4+              | 8+              | -                  | -                  | -                  | -           | -           | -           | 87+    | 27+    |
| 2015-2016                                    | Lugano 1976                                  | LNA                                          | 24         | 7          | CS              | 4               | 6               | -                  | -                  | -                  | -           | -           | -           | 28     | 13     |
| 2016-2017                                    | Neunkirch                                    | LNA                                          | ?          | ?          | CS              | ?               | ?               | -                  | -                  | -                  | -           | -           | -           | ?      | ?      |
| 2017-2018                                    | Fortitudo Mozzecane                          | B                                            | 29         | 12         | CI              | ?               | 1               | -                  | -                  | -                  | -           | -           | -           | 29+    | 13     |
| 2018-2019                                    | Fortitudo Mozzecane                          | B                                            | 22         | 13         | CI              | 1               | 1               | -                  | -                  | -                  | -           | -           | -           | 23     | 14     |
| 2019-2020                                    | Napoli                                       | B                                            | 15         | 9          | CI              | ?               | 1               | -                  | -                  | -                  | -           | -           | -           | 15+    | 10     |
| 2020-gen. 2021                               | Riozzese Como                                | B                                            | 1          | 0          | CI              | ?               | ?               | -                  | -                  | -                  | -           | -           | -           | 1+     | 0+     |
| gen.-giu. 2021                               | ChievoVerona FM                              | B                                            | 13         | 5          | CI              | -               | -               | -                  | -                  | -                  | -           | -           | -           | 13     | 5      |
| Totale Fortitudo Mozzecane / Chievoverona FM | Totale Fortitudo Mozzecane / Chievoverona FM | Totale Fortitudo Mozzecane / Chievoverona FM | 64         | 30         | -               | ?               | ?               | -                  | -                  | -                  | -           | -           | -           | 64+    | 30+    |
| 2021-gen.2022                                | Pink Sport Time                              | B                                            | 11         | 4          | CI              | ?               | ?               | -                  | -                  | -                  | -           | -           | -           | 11+    | 4+     |
| gen.-giu. 2022                               | Riccione                                     | C                                            | ?          | ?          | CI-C            | ?               | ?               | -                  | -                  | -                  | -           | -           | -           | ?      | ?      |
| 2022-2023                                    | Bologna                                      | C                                            | 30         | 38         | CI-C            | 2               | 1               | -                  | -                  | -                  | -           | -           | -           | 32     | 39     |
| 2023-2024                                    | Bologna                                      | B                                            | 27         | 17         | CI              | 1               | 2               | -                  | -                  | -                  | -           | -           | -           | 28     | 19     |
| 2024-2025                                    | Bologna                                      | B                                            | 27         | 17         | CI              | 2               | 1               | -                  | -                  | -                  | -           | -           | -           | 29     | 18     |
| Totale Bologna                               | Totale Bologna                               | Totale Bologna                               | 84         | 72         | -               | 5               | 4               | -                  | -                  | -                  | -           | -           | -           | 89     | 76     |
| 2025-2026                                    | Como 1907                                    | B                                            | -          | -          | CI              | -               | -               | -                  | -                  | -                  | AWC         | -           | -           | -      | -      |
| Totale carriera                              | Totale carriera                              | Totale carriera                              | 281+       | 141+       | -               | 8+              | 20+             | -                  | 1+                 | 0+                 | -           | -           | -           | 292+   | 162+   |

## Palmarès
- Campionato svizzero: 1

Neunkirch: 2016-2017
- Campionato italiano: 1

AGSM Verona: 2014-2015
- Coppa Svizzera: 1

Neunkirch: 2016-2017